# Mawete Paciência
Mawete Paciência Kiama, (Luanda, Cazenga, 1981) é um realizador, produtor, diretor de fotografia e crítico de cinema angolano.  Em 2024, foi homenageado no Viana Cinefest, um festival de cinema ao ar livre que visa promover o cinema africano e estimular a arte no município de Viana.

## Biografia

### Primeiros anos
Mawete Paciência nasceu no Cazenga, município da província de Luanda. Viveu os seus primeiros anos de vida no bairro Kawelele da comuna do Kikolo, município de Cacuaco. Sua mãe era uma cristã devota, o que o levou desde cedo a frequentar um templo religioso e a participar ativamente em atividades afins. Começou a sua carreira artística ainda com 9 anos no grupo coral da Igreja.
Além do canto, desenvolveu também habilidades nas artes plásticas. Aos 16 anos, disponibilizou-se em desenhar (uma máquina fotográfica e o nome da empresa) e pintar um estúdio fotográfico, apôs aperceber-se que era do interesse do proprietário, pai de amigos seus. Entretanto, apôs o ocorrido passou a frequentar mais a casa dos mesmos. A aproximação com um estúdio fotográfico despertou-lhe o interesse as câmeras. 
Em 2003 a sua mãe o direcionou para uma instituição politécnica a fim de cursar eletrônica, porém, infelizmente não teve sucesso no ingresso a instituição preconizada para o efeito, Instituto de Telecomunicações (ITEL). A posteriori, a sua mãe pagou um técnico de reparação de material eletrônico que trabalhava numa feira para o ensinar o seu ofício, lugar em que aprendeu o ofício que o levou a ter os seus primeiros rendimentos. 

### Carreira cinematográfica

#### Mistério de Anguita e Negligência médica
No entanto, apesar de praticar o ofício de concerto de matérias eletrônicos, a paixão pelas câmeras se manteve intacta. Em 2004 aderiu a um anúncio da TV que apelava o ingresso a cursos das artes audiovisuais, nomeadamente operador de câmera e de ator. Apercebeu-se pouco depois que a formação de operador de câmera, que era o que o interessava não estava disponível para o arranque. Todavia, concordou em participar do curso de ator, tendo no final convidado seus colegas a participarem de um curta metragem que concorreu ao festival de curtas de 1 minuto, organizado pela aliança francesa. Não obstante, apesar de não se sagrar campeão, a participação no concurso motivou-lhe a prosseguir na arte, pôs então em marcha outro projeto, desta vez começando sem saber o resultado, curta ou longa. Contudo, o projeto deu origem ao seu primeiro longa intitulado O mistério de Anguita, lançado em 2005, filme que o levou a arrebatar o 2° lugar do festival de filmes amadores da Carel filme de Carlos de Sousa Araújo. Na sequência produziu Negligência médica lançado em 2006. 

#### O Resgate
Com o bum de filmes nacionais em 2007, Assalto em Luanda de Henrique Narciso Dito e Única filha de Biju Garizim, sentiu-se motivado a avançar para o terceiro longa-metragem O Resgate, tendo recorrido a terceiros para empréstimo de matérias e prestação de mão de obra qualificada, a fim de melhorar a qualidade da sua produção. O longa-metragem retrata a história do roubo de uma estátua, originando a luta entre duas gangs, que só termina com a intervenção da polícia que a resgata. Lançado em 2010, este o levou a ter reconhecimento no mercado cinematográfico angolano. 

#### Rastos de Sangue
Lançado em 2012, Rastros de Sangue é um longa de 90min do gênero drama. Resultado de pesquisa de campo, é uma ficção centrada nos órfãos de guerra e numa juventude que cresceu com a marca da violência. Uma abordagem do trauma da guerra e das situações que ela criou no comportamento dos africanos em geral e dos angolanos em particular. Foi o filme de abertura do Festival de Cinema de Luanda, em fevereiro de 2012. 

#### Perverso
Apôs mais de 10 anos do seu último longa, retorna ao set com o projeto intitulado Perverso. Filmado entre dezembro de 2023 à novembro de 2024, trouxe consigo grandes nomes da cultura angolana, nomeadamente Kayaya Junior, C4 Pedro, Laurinda dos Santos, Isalina Gonçalves, Hochi Fu, Orlando Kikuassa, Francisco Destino e muitos outros.  Lançado no dia 7 de março de 2025, quebrou recordes, tendo na sua estreia esgotado os bilhetes em menos de 48h, e registou presença considerável de cinéfilos nas salas de exibição nas semanas subsequentes.  
Com uma abordagem que mistura drama e thriller psicológico. A história de Perverso gira em torno de Ivandra (Laurinda dos Santos), uma advogada de sucesso que se vê no centro de uma trama de traição arquitetada pelo seu marido, Augusto (Kayaya Júnior). Desconfiado do comportamento da esposa, Augusto envolve o irmão mais novo, Márcio (C4 Pedro), num jogo psicológico que resulta numa série de acontecimentos que colocam à prova a confiança entre os personagens. 

#### Outras participações
Em 2014, foi convidado a participar do filme Argentino, Los dioses de água. Uma ficção com a duração de 120 minutos, com participação conjunta de 130 angolanos (atores e figurantes) e 270 argentinos. Além do Kwanza-Norte, Malange, Lunda-Norte e Luanda, que recebe a última fase do projeto em território angolano, os cenários de gravação do filme estendem-se até a Argentina. O filme tem a produção executiva do realizador angolano Mawete Paciência e realização do argentino Pablo César.
Em 2010 participou do filme de Manuel Narciso, Cicatrizes, como roteirista e diretor de som. Produziu a série televisiva O lado escuro da vida, série que relata temas sociais e abordar o lado negro da fama ilusória, luxo, aparência e da moda. Produzido ainda mais de 20 videoclipes e spots publicitários. 

## Filmografia
| Ano  | Filme               | Gênero | Papel                                      | Notas                                                                | Ref.  |
| ---- | ------------------- | ------ | ------------------------------------------ | -------------------------------------------------------------------- | ----- |
| 2005 | Mistério de Anguita | Drama  | Roteiro e produção                         | Primeira experiência na produção de um longa                         | [ 3 ] |
| 2006 | Negligência médica  | Drama  | Roteiro e produção                         |                                                                      | [ 4 ] |
| 2010 | O Resgate           | Ação   | Roteiro e produção                         |                                                                      | [ 4 ] |
| 2010 | Cicatrizes          | Drama  | Roteiro e Direção de som                   |                                                                      | [ 4 ] |
| 2012 | Rastos de sangue    | Drama  | Roteiro e produção                         |                                                                      | [ 4 ] |
| 2014 | Los dioses de água  | Drama  | Produção executiva e assistente de direção | Filme Argentino resultante da cooperação cultural Angola – Argentina | [ 4 ] |
| 2025 | Perverso            | Drama  | Produção                                   | O filme com maior audiência na estreia até então                     | [ 7 ] |

1. 1 2 3  [ https://lea.co.ao/artista.php?a=MTU2Nw==#google_vignette]. Lea. 29/09/2023
2. ↑  [ https://www.opais.ao/cultura/festival-de-cinema-ao-ar-livre-arranca-em-viana-com-homenagem-ao-produtor-mawete-paciencia/?utm_source=chatgpt.com]. O País. 30/10/2024
3. 1 2 3 4 5 6 7  . 𝔾𝕆ℤ𝔸𝕥𝕧 com Tiago Costa - T.C apresenta: Mawete Paciência – 2025. 06/05/2025
4. 1 2 3 4 5 6 7 8  [ https://cinafrica.letras.ufrj.br/index.php/filmes/angola/121-mawete-paciencia]. CinAfrica. 07/12/2017.
5. 1 2  [ https://bimbe.blogs.sapo.pt/162677.html]. Angola profunda. 08/11/2008.
6. ↑  [ https://www.buala.org/pt/da-fala/etiquetas/cinema-angolano]. Blog de cultura contemporânea Africana. 16/11/2024.
7. 1 2  [ https://platinaline.com/filme-perverso-estreia-com-sessoes-esgotadas-em-todo-o-pais/]. Filme “Perverso” estreia com sessões esgotadas em todo o país. 06/03/2025.
8. ↑  [ https://www.bantumen.com/artigo/perverso-c4-pedro/]. C4 Pedro estreia-se no cinema angolano com “Perverso” . 07/03/2025.